# 110404 Itoemi
110404 Itoemi è un asteroide della fascia principale. Scoperto nel 2001, presenta un'orbita caratterizzata da un semiasse maggiore pari a 2,5686506 au e da un'eccentricità di 0,2211719, inclinata di 15,47133° rispetto all'eclittica.